# تاجی‌آرواره‌ها
تاجی‌آرواره‌ها (نام علمی: Lophognathus) نام یک سرده از تیره مارمولک‌های اژدها است.